# 나르싱디구

방글라데시 나르싱디구

나르싱디구(벵골어: নরসিংদী জেলা)는 방글라데시 중앙에 있는 구이다. 이는 방글라데시 수도 다카에서 북동쪽으로 50km 떨어진 곳에 위치해 있다. 이는 다카주의 일부이다. 이 지역은 직물 공예 산업으로 유명하다. 나르싱디구는 북쪽과 북동쪽으로는 키쇼레간지구, 동쪽과 남동쪽으로는 브라만바리아구, 남쪽과 남서쪽으로는 나라양간지구, 서쪽으로는 가지푸르구와 접해 있다.

## 인구
| 연도     | 인구      | ±% p.a. |
| -------- | --------- | ------- |
| 1974     | 1,101,154 | —       |
| 1981     | 1,328,117 | +2.71%  |
| 1991     | 1,652,123 | +2.21%  |
| 2001     | 1,895,984 | +1.39%  |
| 2011     | 2,224,944 | +1.61%  |
| 2022     | 2,584,452 | +1.37%  |
| Sources: |           |         |

2022년 방글라데시 인구 조사에 따르면 나르싱디구에는 621,514가구가 살고 있으며 인구는 2,584,452명으로 이 중 24.9%가 도시 지역에 살고 있다. 인구 밀도는 km2당 2,247명이었다. 문맹률(7세 이상)은 74.7%로 전국 평균 74.7%에 비해 높았다.

## 강
메그나강, 시탈라크샤강, 옛 브라마푸트라강, 아리알카강, 하리도아강, 파하리아강 등이 이 지역을 흐르는 주요 강이다.

## 같이 보기
- 방글라데시의 구